# Marc Bauch

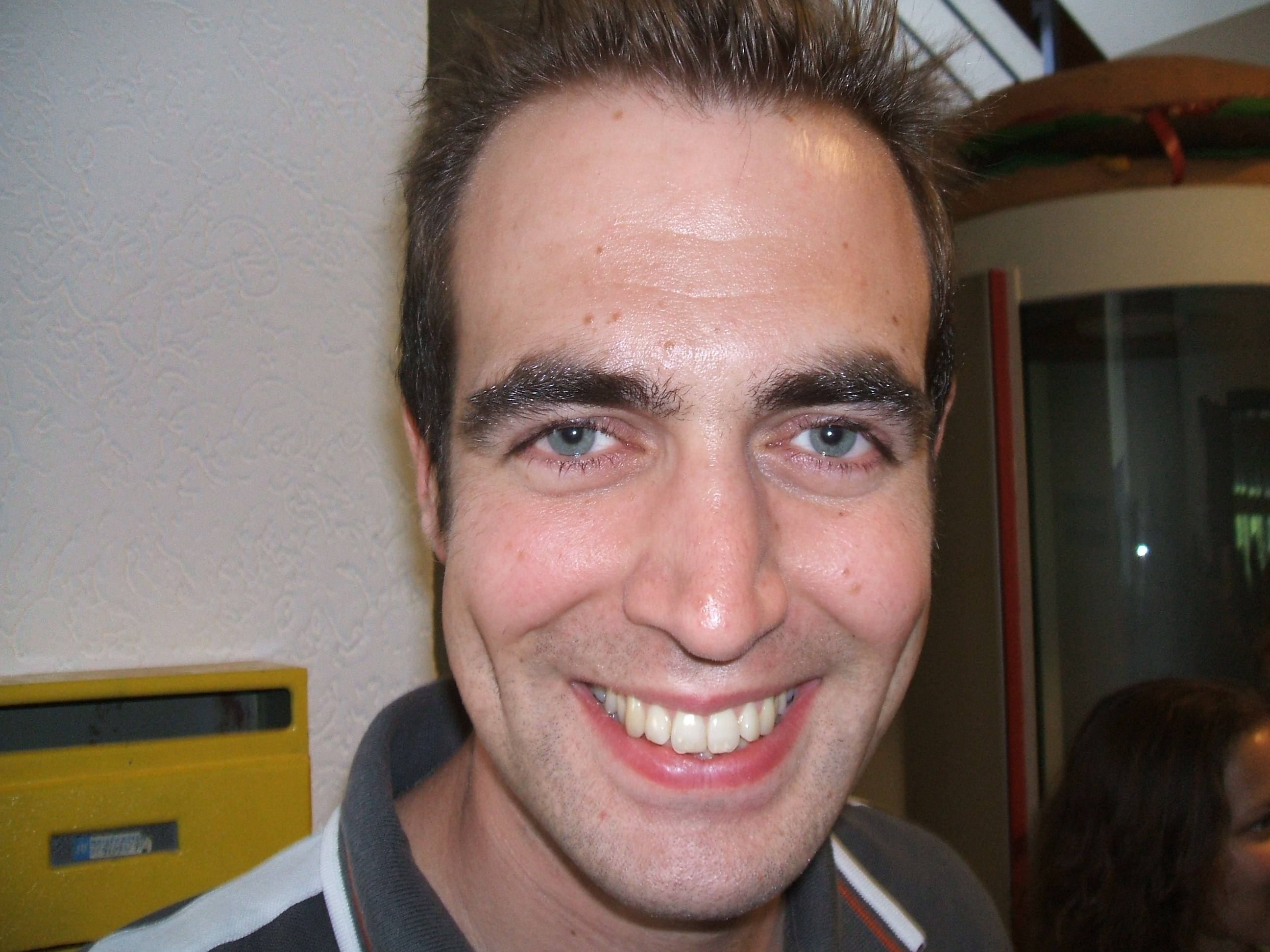
Marc Bauch, 2007

Marc Alexander Bauch (* 17. Juli 1973 in Hermeskeil) ist ein deutscher Gymnasiallehrer, Autor zu Themen der Amerikanistik und Didaktik. Er ist aktiv für den Wettbewerb Jugend forscht.

## Leben
Nach dem Abitur studierte Marc Bauch  Mathematik, Amerikanistik und Informatik an der Universität des Saarlandes, der Universität Hagen und der University of Glasgow. Nach dem ersten Staatsexamen 1999 war er Wissenschaftlicher Assistent für Mathematik und Amerikanistik an der Universität des Saarlandes. Im Studienjahr 2002 unterrichtete Bauch amerikanisches Theater und amerikanische Lyrik im 19. Jahrhundert an der University of California, Berkeley. Er gab Gastvorträge über das amerikanische Theater im 19. und 20. Jahrhundert an der University of Glasgow und verbrachte Forschungsaufenthalte in New York. Er ist Community Teaching Assistant für "Poetry in America" (am Barker Center, Harvard University) und Community Teaching Assistant für "ModPo: Modern and Contemporary American Poetry" (University of Pennsylvania, Philadelphia). Beide Kurse werden als MOOC angeboten. Das zweite Staatsexamen legte Bauch 2004 ab.
Nach seinem Referendariat arbeitete er am Peter-Wust-Gymnasium in Wittlich. Seit 2009 ist Marc Bauch Oberstudienrat für Mathematik, Informatik und Englisch am Gymnasium in Hermeskeil. 2002 wurde er Juror beim Regionalwettbewerb Jugend Forscht in Bitburg und seit 2008 ist er auch Juror beim Landeswettbewerb in Ludwigshafen. Sechzehn seiner Schüler wurden Regionalsieger und fünf Schüler Landessieger im Fachgebiet Mathematik/Informatik. 2009 wurde er zum Regionalwettbewerbsleiter von Jugend forscht in Bitburg ernannt.
Bauch absolvierte ein Promotionsstudium in Amerikanistik an der Universität des Saarlandes, mit den Nebenfächern Anglistik und Mathematik. Er wurde 2012 mit einer Arbeit über Europäische Einflüsse im amerikanischen Musical promoviert. Seine Forschungsschwerpunkte sind amerikanisches Theater und amerikanisches Musical, amerikanische Lyrik und Literatur nach dem Amerikanischen Bürgerkrieg (Literature of Reconstruction).

## Auszeichnungen
- 2008: Lehrer-Förderpreis der Initiative Region Trier[10]
- 2008: Rheinland-pfälzischer Lehrerpreis für Betreuungslehrer beim Wettbewerb "Jugend forscht"
- 2013: Lehrerpreis für die Betreuung von 12 Regionalsiegerarbeiten[11]
- 2014: Lehrerpreis des MIT Club Germany: Stipendium für das SEPT 2014 am Massachusetts Institute of Technology
- 2018: Klaus-von-Klitzing-Preis für engagierte MINT-Lehrer

## Mitgliedschaften
- Stiftung Jugend forscht
- Deutsche Gesellschaft für Amerikastudien (DGfA)
- Gesellschaft für Kanada-Studien
- Network for Educators in Science and Technology (NEST)

## Veröffentlichungen
Zu Musical, Theater u. Lyrik (USA)
- Themes and Topics of the American Musical. Marburg 2001.
- The American Musical: A Literary Study. Marburg, 2003.
- Gentlemen, Be Seate - The Rise and the Fall of the Minstrel Show. GRIN Verlag München, 2011, ISBN 978-3-656-08636-9.
- Canadian Self-Perception and Self-Representation in English-Canadian Drama after 1967. Köln, 2012.
- Extending the Canon: Thomas Wentworth Higginson and African-American Spirituals. GRIN, München 2013.
- Selbstreflexivität im amerikanischen Musical. Köln 2013.
- Das amerikanische Meta-Musical. Köln 2013.
- Europäische Einflüsse im amerikanischen Musical. Dissertation. Tectum Verlag, Marburg 2013, ISBN 978-3-8288-3209-1.

Fachdidaktische Texte
- Einsatz des graphikfähigen Taschenrechners und Taschencomputers im Mathematikunterricht. Stuttgart 2004.
- Friar Lawrence's Plan in William Shakespeare's Romeo and Juliet and His Function as a Counselor. GRIN, München 2007.
- Textarbeit mit kommunikativen Übungen im Englischunterrich. GRIN, München 2007.
- Teaching Grammar.; GRIN, München 2007.
- Zahlbereichserweiterung durch Bruchteile. GRIN, München 2007.
- Berühren und senkrechtes Schneiden von Funktionsgraphen. GRIN, München 2007.
- Additionsverfahren: Algorithmus und Lösbarkeit. GRIN, München 2007.